# Pull My Daisy
Pour plus de détails, voir Fiche technique et Distribution.
Pull My Daisy est le premier film réalisé par le photographe et cinéaste Robert Frank et Alfred Leslie en 1959. Le scénario, inspiré d'une soirée chez les Cassady, est un fragment d'une pièce inachevée. Le texte est écrit et lu en voix off par Jack Kerouac.

## Synopsis
Milo et sa femme reçoivent régulièrement leurs amis poètes dans leur appartement. Quand leur évêque leur rend visite, ils aimeraient que leurs amis se comportent convenablement en sa présence.

## Fiche technique
- Format : Noir et blanc - 16 mm[1]
- Principal lieu de tournage : New York[1]

## Distribution
- Delphine Seyrig : la femme de Milo
- Jack Kerouac : voix du narrateur
- Allen Ginsberg : Allen
- Gregory Corso : Gregory
- Larry Rivers : Milo
- Peter Orlovsky : Peter
- David Amram : Mezz McGillicuddy
- Richard Bellamy : l'évêque
- Alice Neel : sa mère
- Sally Gross : sa sœur
- Pablo Frank : Pablo